# Jorge Sarmiento
Jorge Sarmiento (2 de novembro de 1900 - 20 de fevereiro de 1957) foi um futebolista peruano. Ele competiu na Copa do Mundo FIFA de 1930, sediada no Uruguai, na qual a seleção de seu país terminou na décima colocação dentre os treze participantes.